# Nokia 9500 Communicator
De Nokia 9500 Communicator is een mobiele telefoon van Nokia die op de markt werd gebracht in het vierde kwartaal van 2004. De Nokia 9500 is een telefoon met twee gezichten. Zo heeft het apparaat een buitenkant waarop alleen de noodzakelijke dingen weergegeven worden en een binnenkant met verscheidene functies, en de mogelijkheid tot uitbreiding met programma's, games en dergelijke.

## Technische informatie
De Nokia 9500 heeft zowel aan de buiten- als de binnenkant een scherm voor 65.536 kleuren. Aan de voorzijde bevindt zich een numeriek toetsenbord (1-9, 0, * en #, met aanduiding van letters), een vijfrichtingsjoystick, een toets voor opnemen en een voor ophangen, en een uit-knop aan de bovenzijde.
Wanneer het toestel wordt opengeklapt, is een scherm van breedbeeldafmetingen (640 bij 200 pixels) te zien, een volwaardig toetsenbord, verschillende buttons met bijbehorende functies, en vier keuzeknoppen aan de rechterzijde van het scherm.
De buitenzijde heeft een interface als van de Nokia 40-serie, maar is niet uitbreidbaar met software; de binnenzijde heeft een interface als van de Nokia 80-serie en is wel uitbreidbaar met daartoe bestemde software.

## Afmetingen
Het volume van de telefoon is 198,9 cc bij een gewicht van 220 gram. De afmetingen zijn 148 x 56 x 24 mm.